# شان کارول

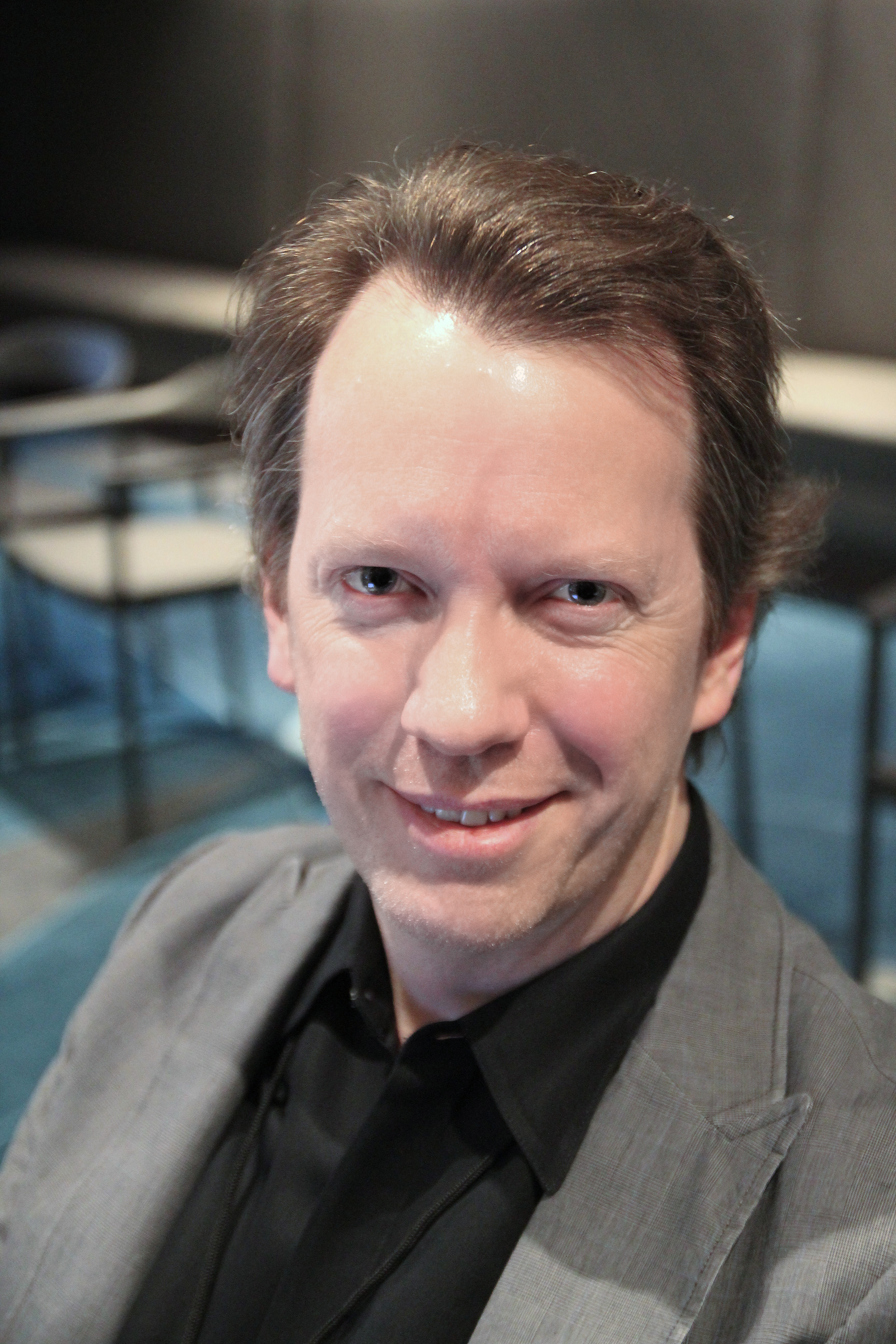
شان کارول

شان کارول (به انگلیسی: Sean M.Carroll) فیزیکدان آمریکایی در کالتک و عضو هیئت علمی دانشگاه شیکاگو است. زمینه کاری او نسبیت عام و ماده تاریک است. کارول یک آتئیست برجسته می‌باشد.
کتاب «چیزی عمیقاً پنهان، جهان‌های کوانتومی و پیدایش فضا_زمان» به قلم او و ترجمهٔ تورج حوری (به فارسی) از انتشارات مازیار به چاپ رسیده‌است.